# Université Toulouse-Jean-Jaurès
L’Université Toulouse-Jean-Jaurès (UT2 ou UT2J), qui s'appelait jusqu'en 2014 université de Toulouse-II-Le Mirail, est l'une des trois universités de Toulouse. Son campus principal se situe dans le quartier du Mirail, à Toulouse.
Elle a été constituée en 1970, à la suite de la loi Faure, par le regroupement des facultés de sciences et les facultés médicales de l'ancienne université de Toulouse, elle-même fondée en 1229. Depuis 2015, elle fait partie des membres initiaux de la COMUE « université fédérale de Toulouse-Midi-Pyrénées ».
Cette université est spécialisée dans trois grands domaines : arts, lettres et langues ; sciences humaines et sociales ; sciences, technologies et santé.

## Histoire

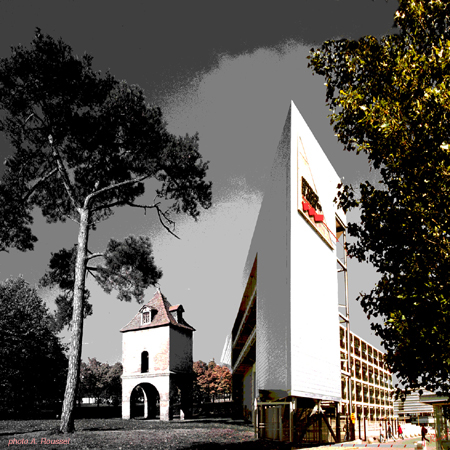
Montage photographique de l'arche et du pigeonnier de l'université.

### L'université de Toulouse avant le Mirail
L’ancienne université de Toulouse fut créée en 1229. Au XVIe siècle, elle connait une grande renommée, puisqu’elle accueille des humanistes prestigieux comme Michel Servet, Étienne Dolet, Michel de L'Hospital, François Rabelais et probablement Montaigne.
Elle a été supprimée, comme toutes les autres universités, par la Convention en 1793. L'année suivante, on institue à Toulouse un institut pluridisciplinaire d'enseignement supérieur, nommé Institut Paganel. Cet institut devient, en 1795, l’école centrale de Toulouse. Cette école centrale devient par la suite une université impériale regroupant une faculté de médecine en 1808, une faculté de théologie catholique en 1809, une faculté de lettres en 1809 et une faculté de sciences en 1810. En 1893, l'enseignement supérieur toulousain devient un corps de facultés, puis en 1896, l'université de Toulouse est recréée avec le regroupement des facultés.

### Création du Mirail

Ancien logo jusqu'en 2014.

Les locaux de l'université ont été conçus et construits par l'équipe d’architectes Georges Candilis, Alexis Josic et Shadrach Woods. En effet, de 1961 à 1966, ils ont réalisé la conception de la zone à urbaniser en priorité le Mirail. La création de l'université a par la suite été ajoutée au projet, et sa construction s'est déroulée de 1967 à 1975.
L'université du Mirail connaît une naissance précipitée à la suite de la saturation de l'ancienne faculté du centre-ville et au mouvement de mai 1968. En application de la loi Faure de novembre 1968, l'université de Toulouse se scinde en trois en 1970 : la faculté de droit devient l’université de Toulouse-I dite « Capitole » et reprend les anciens bâtiments de l'université, la faculté de lettres devient l'université de Toulouse-II, appelée « Le Mirail » après son déménagement, et les facultés de médecine et de sciences deviennent l'Université de Toulouse-III, dite « Paul Sabatier »,. Est également créée une quatrième université toulousaine, l'institut national polytechnique de Toulouse, dite « Toulouse INP », une fédération d'écoles d'ingénieurs. Après plusieurs ouvertures d'annexes (dont une située dans une caserne militaire) afin de désengorger l'université du centre-ville, l'université du Mirail ouvre petit à petit ses portes dès 1971 et en 1973, le déménagement est quasiment effectué en totalité. Prévue pour 11 000 étudiants, le développement de l’université est allé au-delà des prévisions de l'époque, puisqu’elle accueille plus de 26 000 étudiants en 2016.
En 1974, l'université voit la création de l'institut universitaire de technologie Toulouse 'B' qui se scinde en deux en 2001 : l'IUT de Blagnac et l'IUT de Figeac. Puis en 2007, un institut universitaire de formation des maîtres (IUFM) Midi-Pyrénées est créé. Il devient une école supérieure du professorat et de l'éducation (ESPE) Midi-Pyrénées en application de la loi du 8 juillet 2013 d’orientation et de programmation pour la refondation de l’école de la République,.
Les grands domaines de l'université sont « Arts, lettres et langues », « Sciences humaines et sociales », « Sciences, technologies et santé ».

### Architecture du projet
L'idée d'université du Mirail a émergé dès 1964, peu après la mise en place du projet initial d'urbanisation du quartier du Mirail porté par les architectes Georges Candilis, Josic et Woods. Les premiers plans datent de 1966. L'architecture de l'université repose sur un principe de base d'horizontalité. Les bâtiments ne font jamais plus d'un étage.
L'organisation des bâtiments se structure autour de quatre principales voies de circulation piétonne qui forment une véritable ossature à l'université. Ces voies de circulation couvertes forment également un lien permanent entre les bâtiments créant une véritable unité structurelle entre les différentes disciplines enseignées.
Ces voies de circulation reprennent l'idée de trame urbaine en formant des rues internes au quartier, permettant une circulation rapide et en créant des îlots de construction.
Les bâtiments sont constitués de blocs modulables reproduisant la structure en piliers et poutres de béton des travées, avec un remplissage parfois de briques rappelant la couleur de la ville rose. Ces blocs sont parsemés de patios permettant un éclairage naturel et créant des espaces de repos pour les étudiants. Certains blocs ont un étage et permettent un accès aux toits-terrasse.
L'université repose en partie sur une dalle recouvrant un parking.
Aujourd'hui, de nouveaux édifices de plusieurs étages ont été construits – comme la bibliothèque universitaire, la maison de la recherche, l'UFR d'histoire, l'Arche, la fabrique culturelle et l'UFR de langues – et sont des éléments de la restructuration en cours de l'université.

### Développements récents

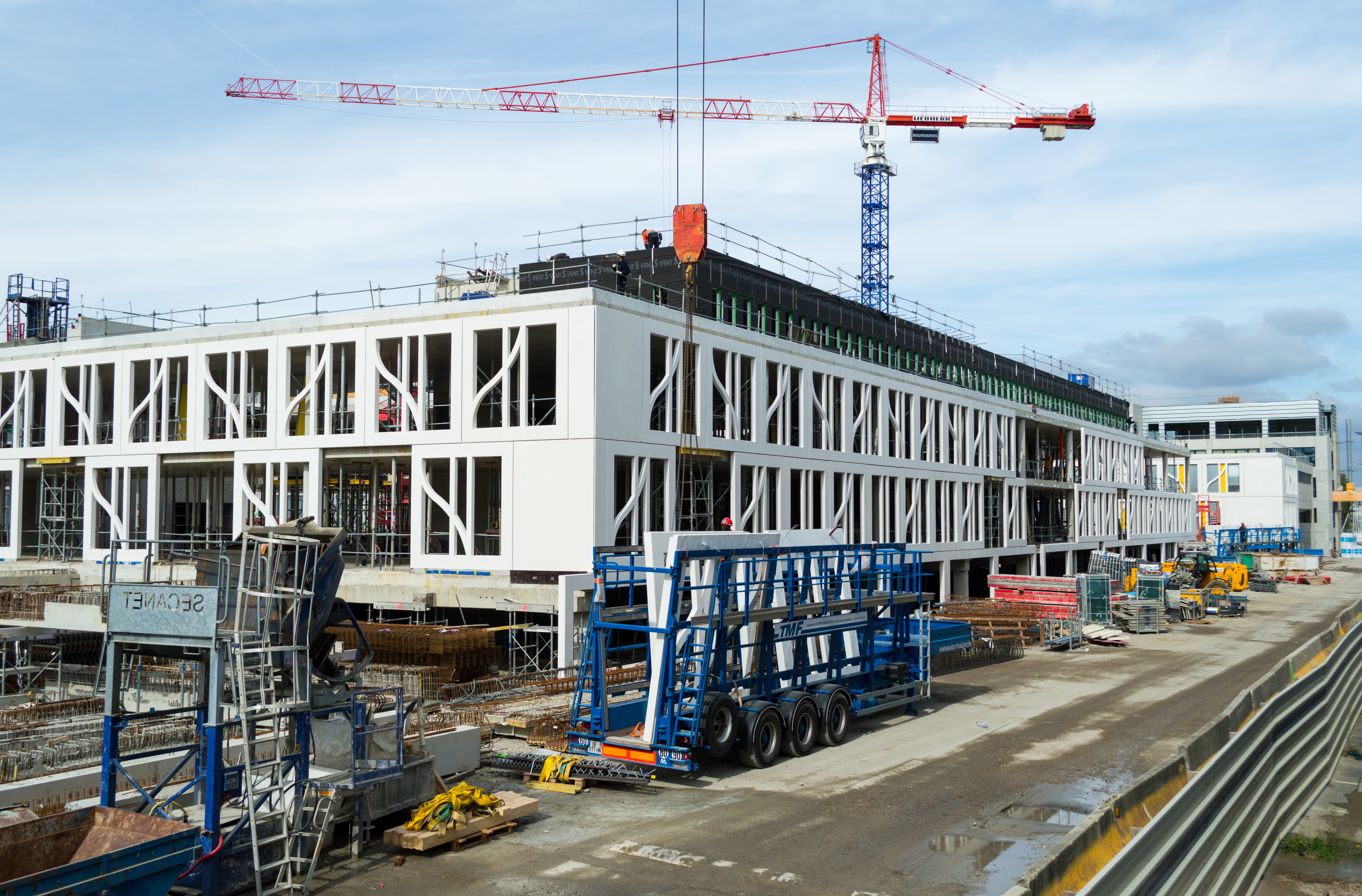
L'université connait une vague de modernisation de ses infrastructures dans les années 2010.

Le projet initial a été marqué par plusieurs problèmes de construction qui ont affecté le fonctionnement de l'université. L'un des principaux événements récents ayant affecté les bâtiments anciens fut l'explosion de l'usine AZF de Toulouse.

Plusieurs projets de changement de nom de l'université, qui fait référence au quartier défavorisé du même nom, voient le jour à partir des années 2000 sous les présidences de Pech, de Filâtre, puis de Minovez. Le nom de Jean Jaurès, ancien enseignant de l’université de Toulouse, est ainsi proposé en 2014 pour marquer le centenaire de sa mort, et cette appellation est adoptée par le conseil d'administration de l'établissement le 25 mars de la même année.

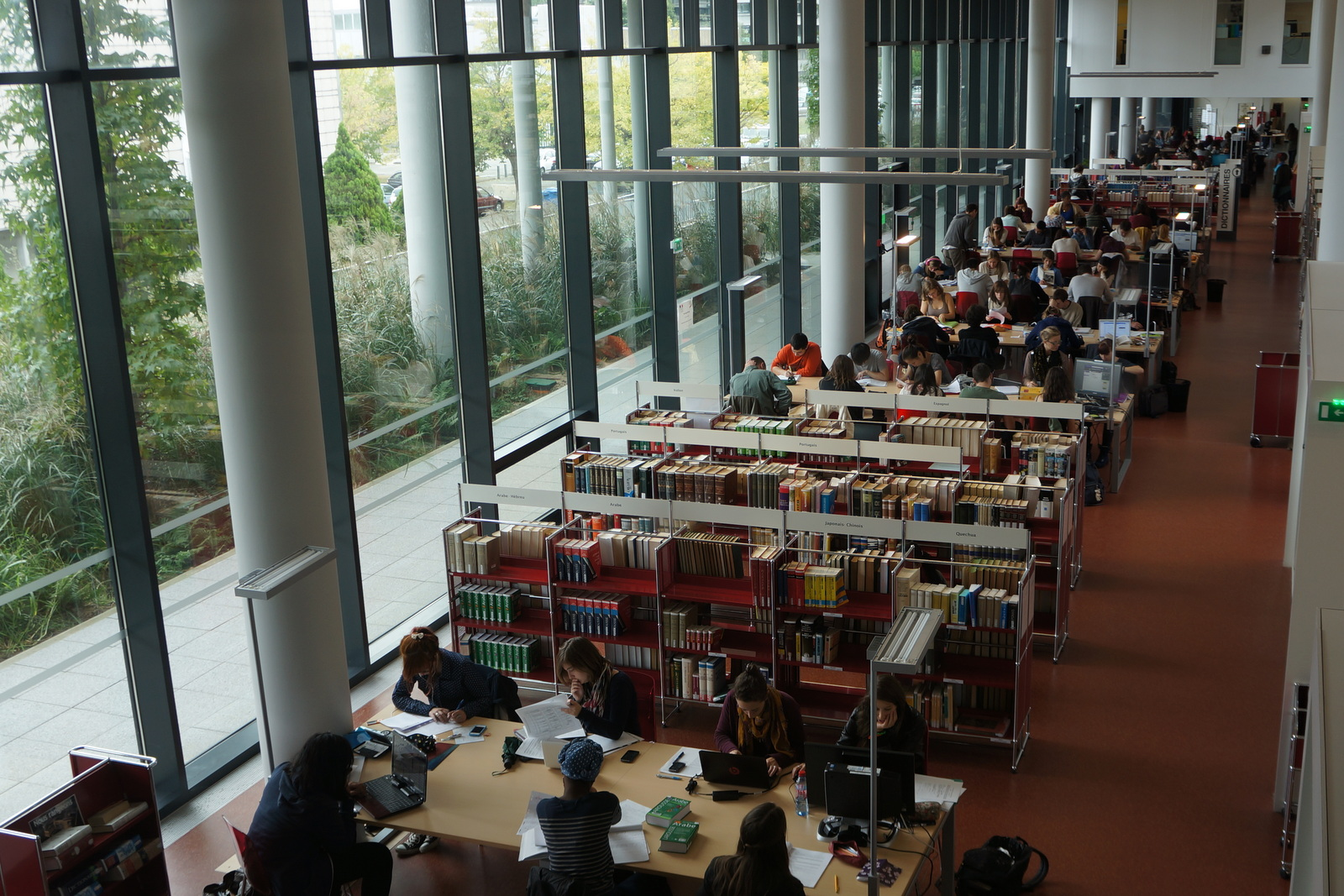
Le centre de ressources en langues (CRL).
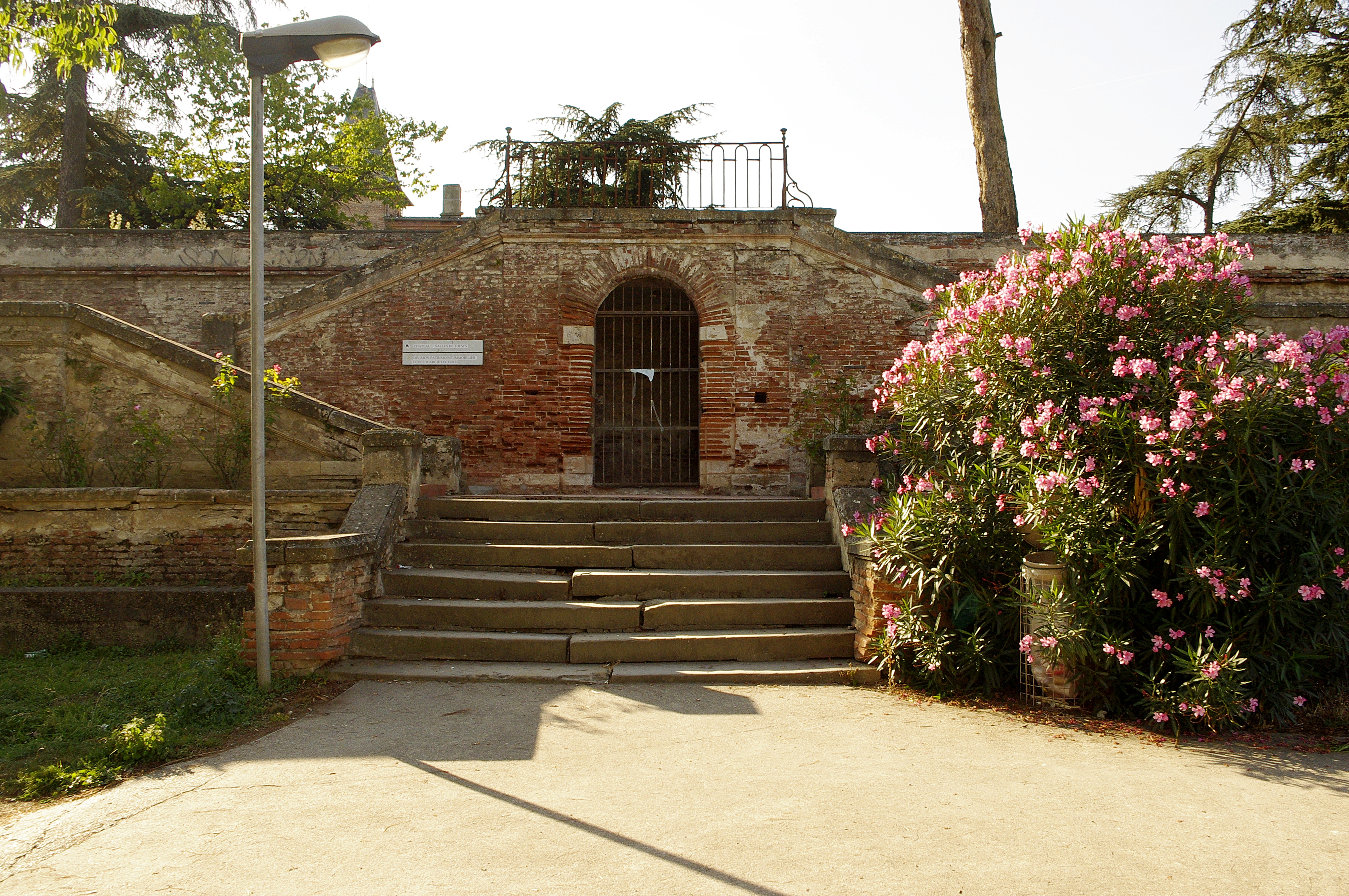
Les vestiges de l'aqueduc du Moyen Âge dans le parc de l'université.
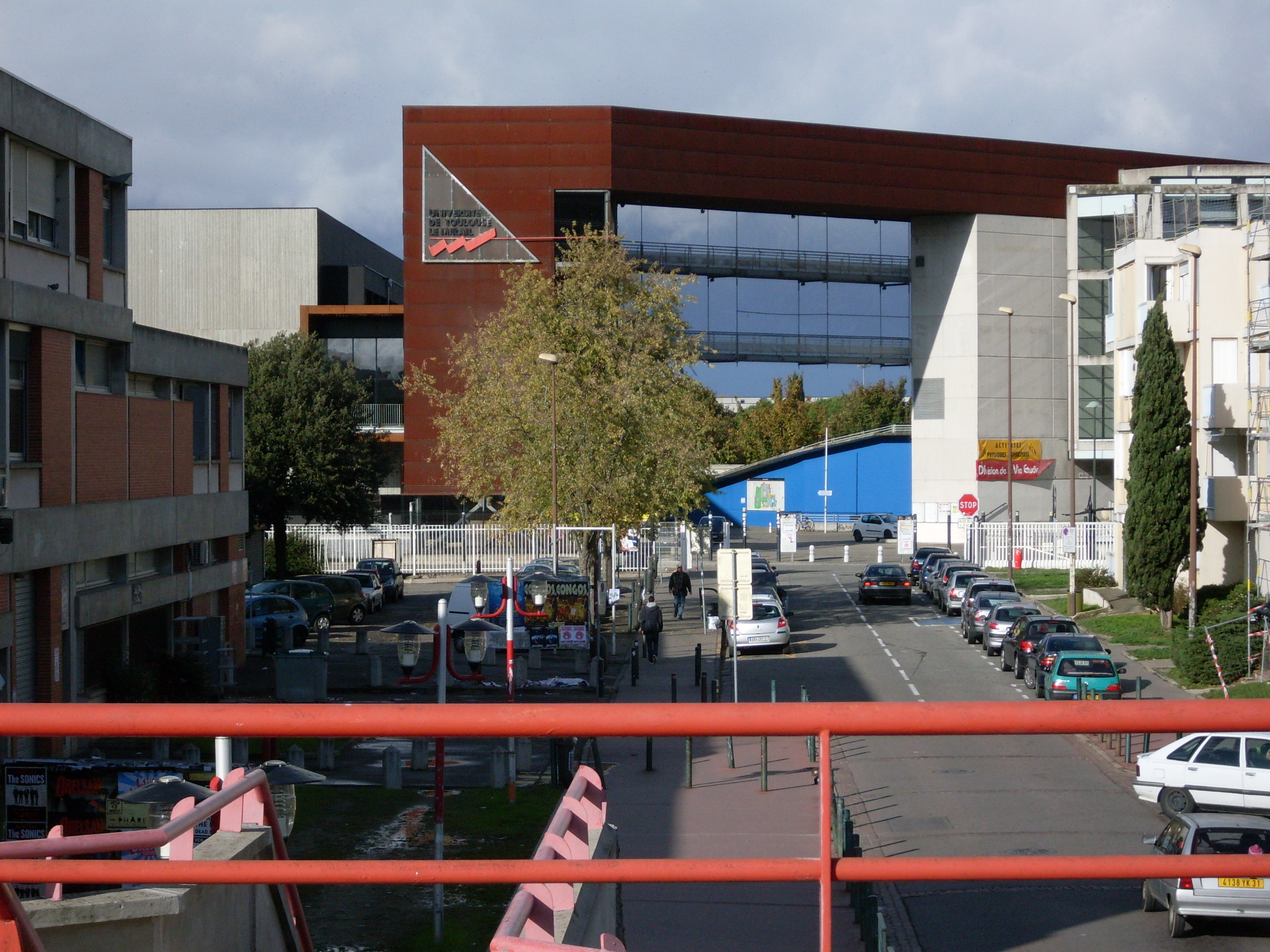
L'arche d'entrée.
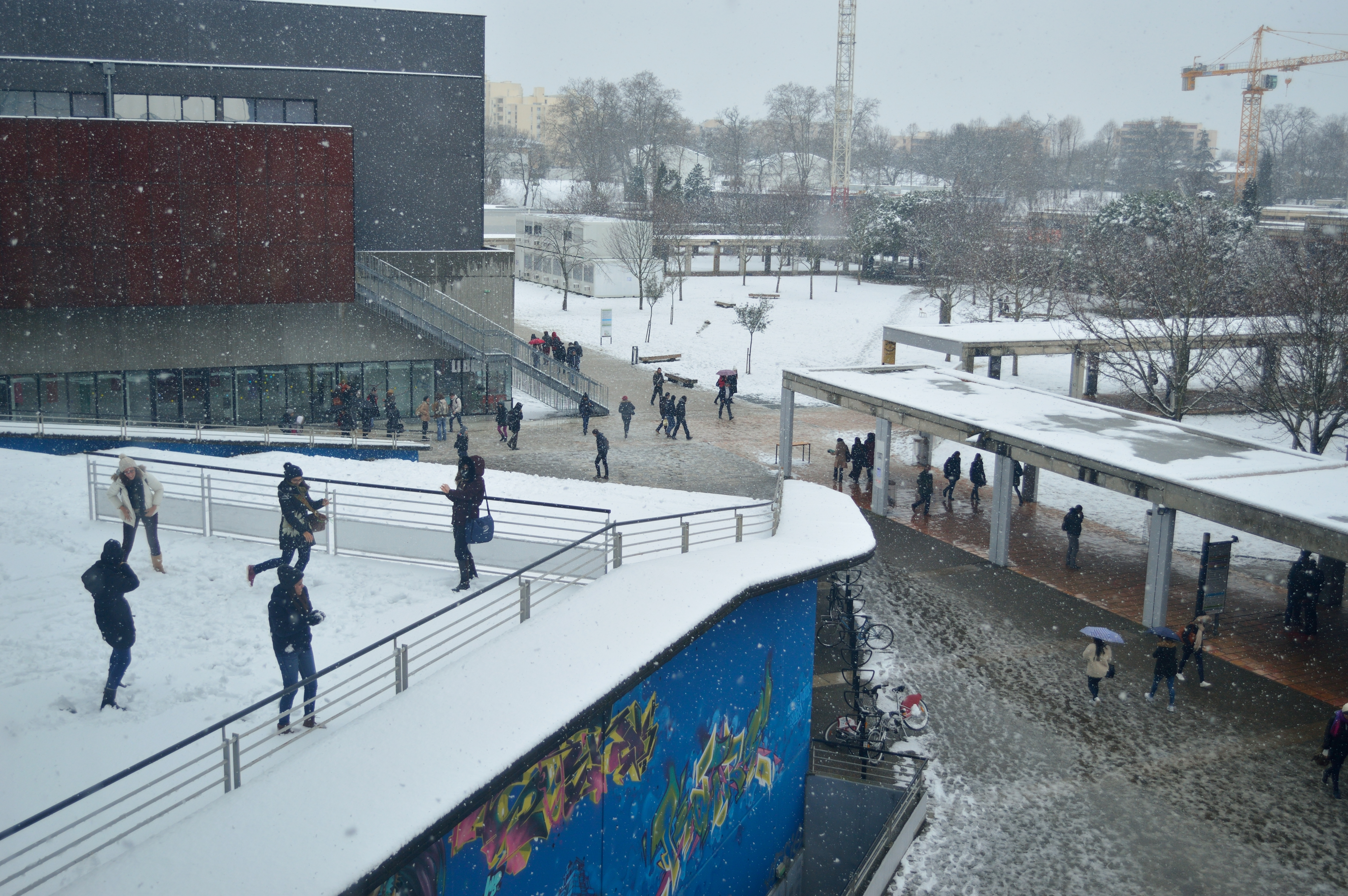
Neige à l'université en 2015.
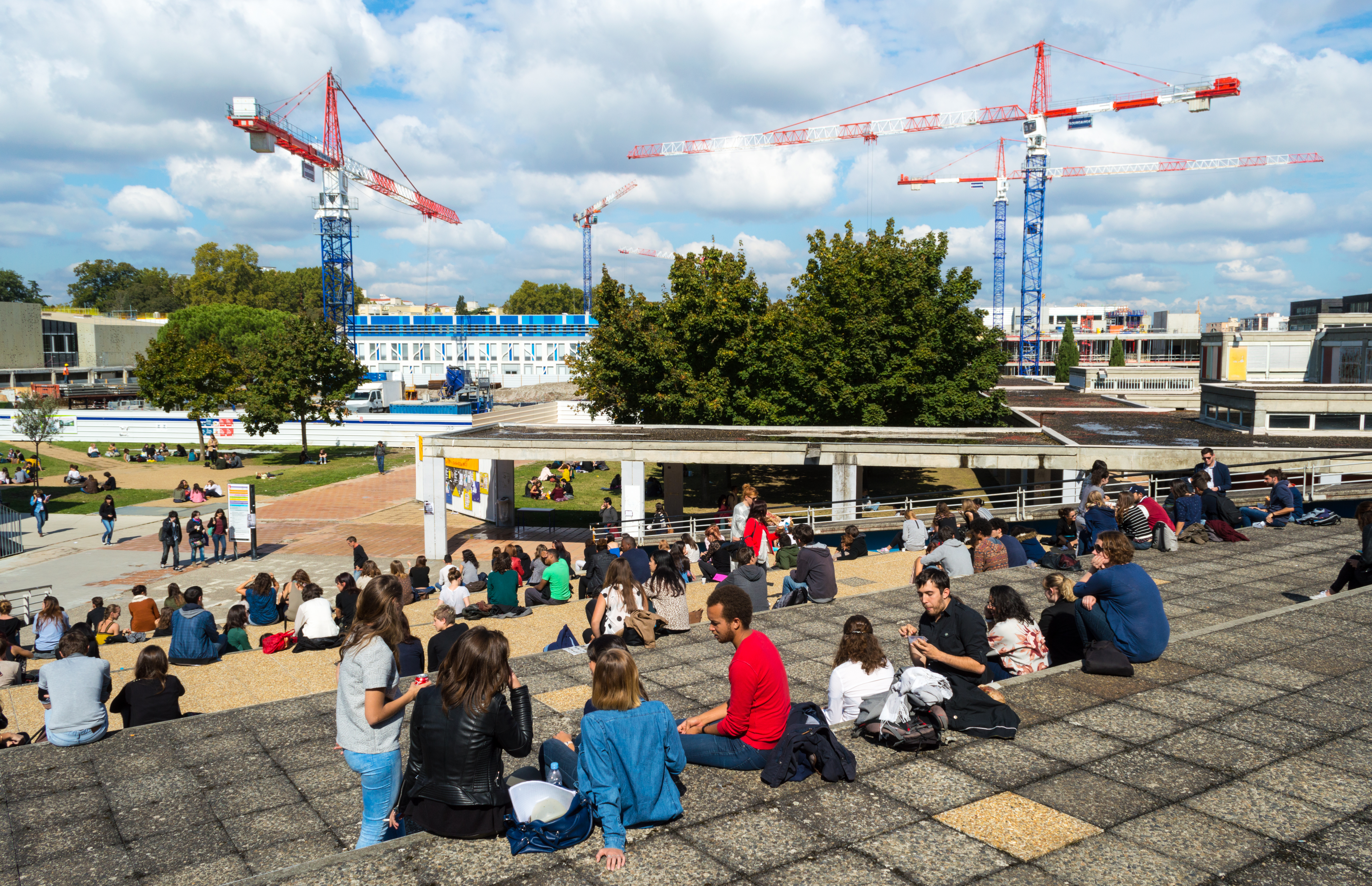
La cour.
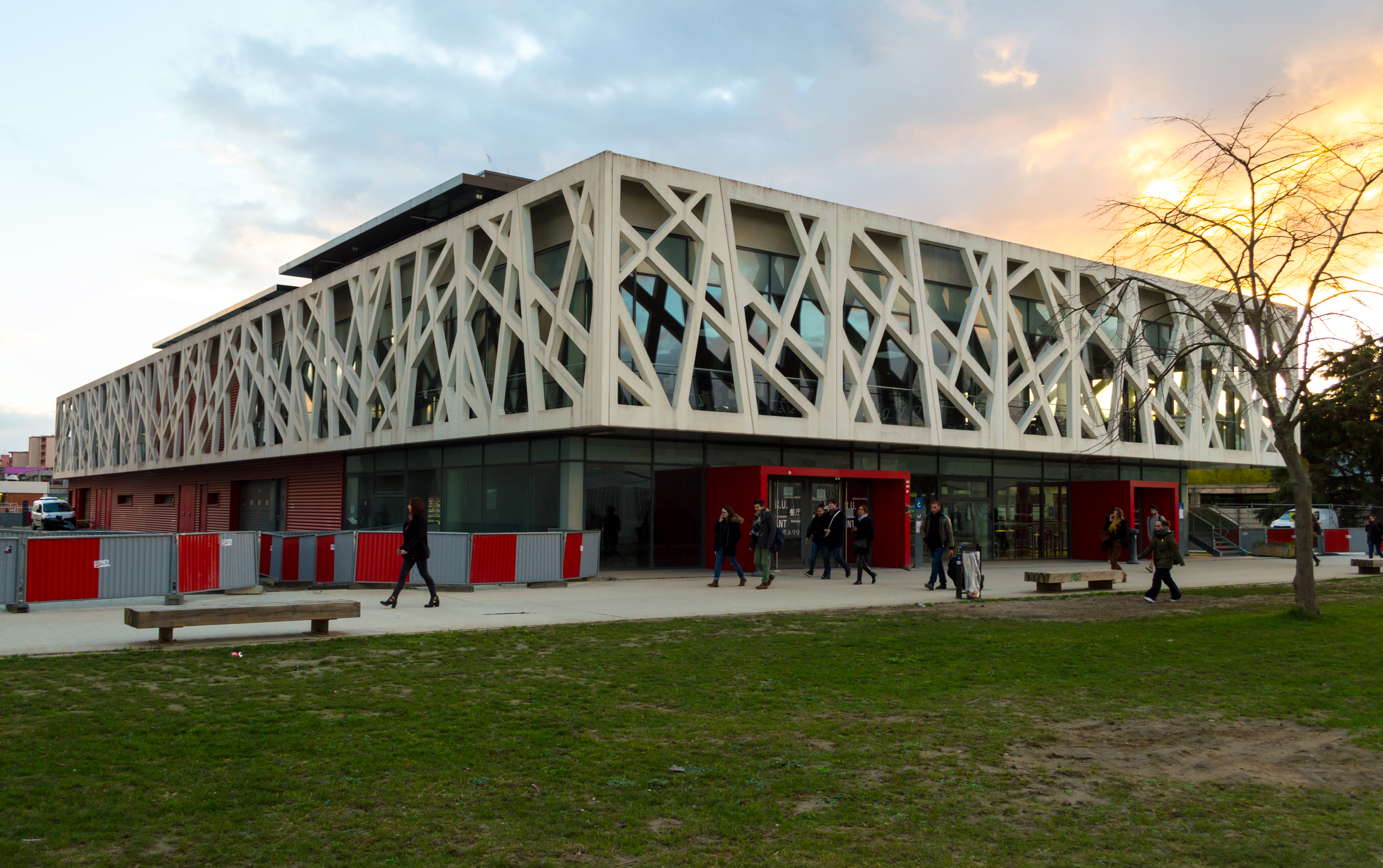
Le restaurant universitaire.
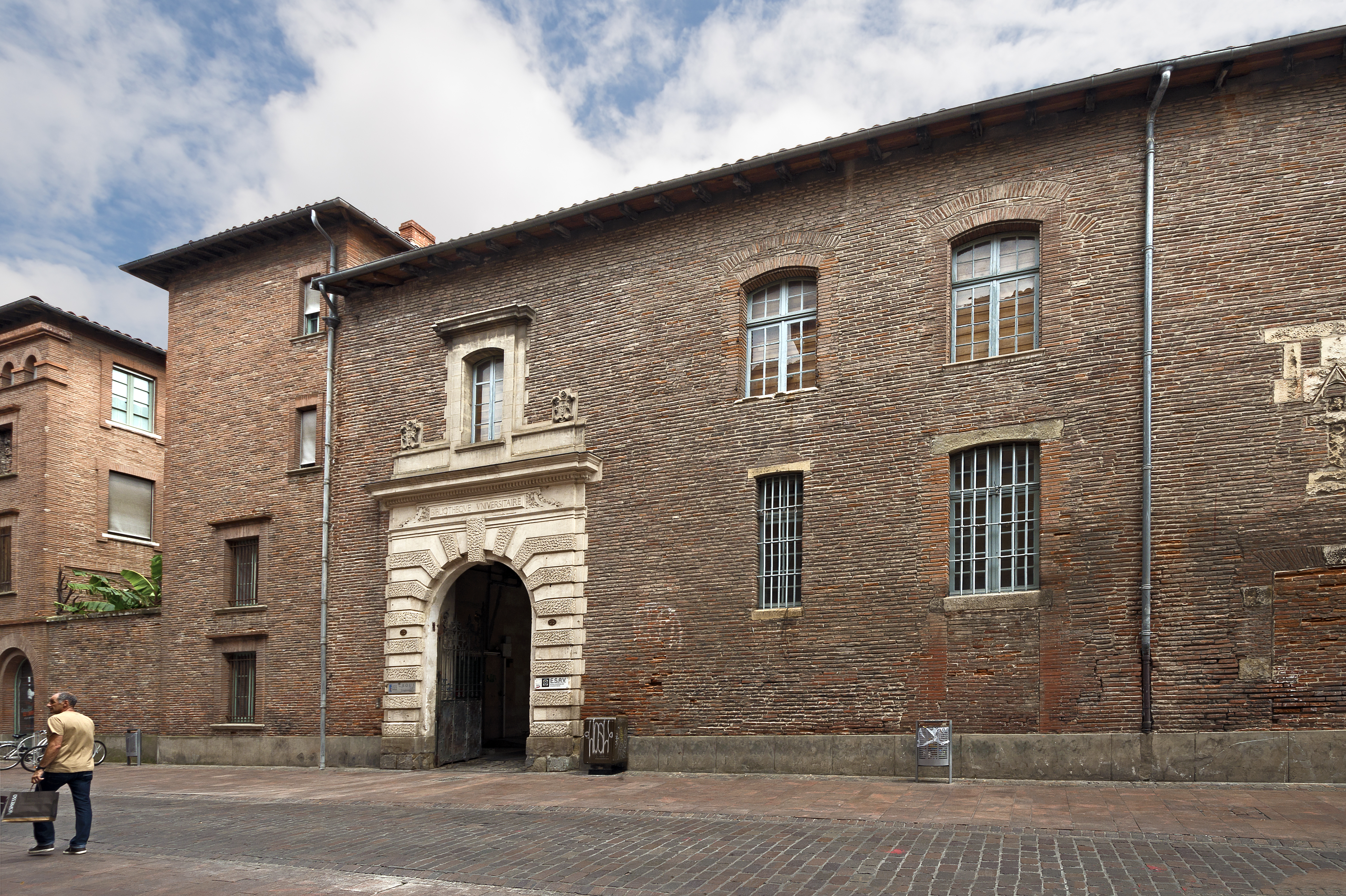
L'école supérieure d'audiovisuel.

### Présidence
| Identité                                           | Période           | Période                 | Durée                      |
| Identité                                           | Début             | Fin                     | Durée                      |
| -------------------------------------------------- | ----------------- | ----------------------- | -------------------------- |
| Jacques Godechot (1907 - 1989)                     | janvier 1969      | 30 décembre 1970        | 1 an et 11 mois            |
| Joseph Verguin (d), (1925 - 1989)                  | 31 décembre 1970  | 29 septembre 1974       | 3 ans, 8 mois et 29 jours  |
| Par intérim : François Taillefer (d) (1917 - 2006) | 30 septembre 1974 | 30 mars 1976            | 1 an et 6 mois             |
| Émilien Carassus (d), (1920 - 1993)                | 5 avril 1976      | 23 avril 1978           | 2 ans et 18 jours          |
| Bartolomé Bennassar, (1929 - 2018)                 | 14 avril 1978     | 22 mai 1980 (démission) | 2 ans, 1 mois et 8 jours   |
| Georges Mailhos, (1932 - 2016)                     | 6 juin 1980       | 24 mars 1986            | 5 ans, 9 mois et 18 jours  |
| Georges Bertrand (né en 1935)                      | 25 mars 1986      | 24 mars 1991            | 4 ans, 11 mois et 27 jours |
| Georges Mailhos, (1932 - 2016)                     | 25 mars 1991      | 20 mars 1996            | 4 ans, 11 mois et 24 jours |
| Romain Gaignard (d), (1936 - 2021)                 | 20 mars 1996      | 28 février 2001         | 4 ans, 11 mois et 8 jours  |
| Rémy Pech, (né en 1944)                            | 21 avril 2001     | 19 avril 2006           | 4 ans, 11 mois et 29 jours |
| Daniel Filâtre (d) (né en 1953)                    | 20 avril 2006     | 26 avril 2012           | 6 ans et 6 jours           |
| Jean-Michel Minovez (né en 1963)                   | avril 2012        | mai 2016                | 4 ans et 1 mois            |
| Daniel Lacroix (d), (né en 1960)                   | 11 mai 2016       | 20 mars 2018            | 1 an, 10 mois et 9 jours   |
| Par intérim : Richard Laganier (né en 1967)        | 20 mars 2018      | 30 novembre 2018        | 8 mois et 10 jours         |
| Emmanuelle Garnier (d) (née en 1964)               | 3 décembre 2018   | En cours                | 6 ans, 8 mois et 6 jours   |

## Composantes
L'université est organisée en plusieurs composantes pédagogiques : des unités de formation et de recherche (UFR), des instituts universitaires et des écoles internes.

### Les unités de formation et de recherche
L'université est structurée autour de cinq composantes de formation et de recherche. Elles ont la charge de la formation des étudiants en premier et en second cycle universitaire, et délivre à ce titre des diplômes de licence et de master, mais aussi d'une partie des activités de recherche via des laboratoires de recherche et des instituts. Certains de ces derniers peuvent être communs à d'autres établissements d'enseignement et de recherche. L'accession en premier cycle se fait de droit pour tous les titulaires d'un baccalauréat ou d'un titre équivalent.
- UFR d'histoire, arts et archéologie, structurée en quatre départements : département documentation archives médiathèque et édition (DDAME) ; arts plastiques - arts appliqués ; histoire ; histoire de l'art et archéologie.
- UFR de langues, littératures et civilisations étrangères, structurée en huit départements : études du français langue étrangère (DEFLE) ; études du monde anglophone (DEMA) ; études hispaniques et hispano-américaines; langues étrangères ; langues étrangères appliquées (LEA) ; sciences du langage ; Centre de traduction, interprétation et médiation linguistique (CETIM).
- UFR de lettres, philosophie et musique, structurée en cinq départements : communication, études visuelles et arts de la scène (Art & Com) ; langues, littératures et civilisations anciennes ; lettres modernes, cinéma et occitan ; musique ; philosophie.
- UFR de psychologie, structurée en cinq départements : psychologie cognitive et ergonomie; psychologie du développement ; psychopathologie clinique, psychologie de la santé, neurosciences ; psychologie sociale, du travail et des organisations ; psychologie clinique du sujet (sujet, inconscient, culture).
- UFR sciences, espaces, sociétés, structurée en cinq départements : géographie - aménagement - environnement ; mathématiques - informatique ; sciences de l'éducation et de la formation ; sciences économiques et gestion ; sociologie et anthropologie.

### Les instituts
- Institut universitaire de technologie de Blagnac, structuré en quatre départements : informatique; génie industriel et maintenance (orientation « aéronautique »); réseaux et télécommunications; aide et assistance pour le monitoring et le maintien à domicile,
- Institut universitaire de technologie de Figeac, structuré en trois départements : génie mécanique et productique; techniques de commercialisation; carrières sociales,
- Institut de formation de musiciens intervenant à l'école (IFMI),
- Institut pluridisciplinaire pour les études sur les Amériques à Toulouse (IPEAT),
- Institut régional du travail de Toulouse d'Occitanie (IRT).

### Les écoles internes
- École nationale supérieure de l'audiovisuel (ENSAV), formant aux métiers du cinéma et de l'audiovisuel,
- Institut national supérieur du professorat et de l'éducation Toulouse Occitanie-Pyrénées,
- Institut supérieur du tourisme de l'hôtellerie et de l'alimentation (ISTHIA),
- Institut supérieur couleur, image, design (ISCID) à Montauban.

### Les antennes
- Centre universitaire Maurice-Faure, situé à Cahors, antenne des UFR histoire, arts et archéologie, de l'ISTHIA et de l'INSPE,
- Centre universitaire de l'Ariège Robert Naudi, à Foix, antenne de l'ISTHIA, de l'INSPE et du département géographie, aménagement, environnement.

### Les écoles doctorales
L'université prend part, avec d'autres établissements de l'Université fédérale de Toulouse, à trois écoles doctorales (ED) à titre principal :
- Comportement, langage, éducation, socialisation, cognition) (ED CLESCO),
- Arts, lettres, langues, philosophie, communication (ED ALLPH@),
- Temps, espaces, sociétés, cultures) (ED TESC).

### Service d'enseignement à distance (SED)
L'université Toulouse-Jean-Jaurès dispose du plus important service d'enseignement à distance en France permettant, chaque année, à plus de 4000 étudiants, empêchés d'assister à certains cours ou à tout un cursus au sein de l'université (pour cause d'éloignement, de double cursus, de maladie, de raison familiale ou professionnelle) d'une part de recevoir à leur domicile des cours rédigés par les professeurs de l'université, d'autre part de disposer d'un dispositif pédagogique en ligne (documents, animations, forums...) permettant une formation complète.

### Presses et services de publication
- L'université Toulouse-Jean-Jaurès dispose d'un service d'édition universitaire créé en 1987 : les Presses universitaires du Mirail, renommées Presses universitaires du Midi (avec le même acronyme PUM) depuis le changement de nom de l'établissement.

Le catalogue compte 35 collections et 18 revues. La production annuelle est d'environ 65 titres (livres et numéros de revues) avec autour de 30 000 ventes par an.
- L'établissement compte également un important service d'imprimerie et de reproduction (thèse, sujets d'examens, documents administratifs, etc.), dans le même bâtiment que les presses universitaires. La majorité des livres édités par les PUM étant produit sur les rotatives de cette imprimerie universitaire attenante..

- Conjointement, l'ancienne structure d'édition de l'université, organisée depuis 1978[32]  continue d'exister sous le titre des Éditions universitaires du Sud. Désormais liée aux trois universités de Toulouse et aux organismes de formation de Pamiers elle est constituée en maison d'édition autonome.

### Les bibliothèques universitaires
Le Service commun de la documentation (SCD UT2J) regroupe 20 bibliothèques et centres de ressources universitaires répartis sur le campus principal et les différentes antennes régionales dans toute l'Occitanie.
- Campus du Mirail
  - Bibliothèque universitaire centrale (BUC)
  - Centre de ressources Olympe de Gouges (CROG)
  - Centre de ressources des langues (CRL)
  - Centre de ressources de psychologie Louise Michel (CRPLM)
  - Centre de ressources Lettres Arts Philosophie (CLAP)
- Antennes locales et régionales
  - Bibliothèque d'Études Méridionales (BEM), située rue du Taur
  - Médiathèque de l'Ecole Nationale Supérieure d'Audiovisuel (ENSAV), située rue du Taur
  - Bibliothèque de l'IUT de Blagnac
  - Bibliothèque de l'IUT de Figeac
  - Centre de ressources de l'Institut Supérieur Couleur Image Design (ISCID) - Montauban
  - Centre de ressources de Foix
- Bibliothèques de l'Institut national supérieur du professorat et de l'éducation à Albi, Auch, Cahors, Foix, Montauban, Rodez et Tarbes. Trois INSPÉ et leurs bibliothèques se situent au sein même de Toulouse, à Croix de Pierre, Rangueil et Saint-Agne.

### Le Centre d'Initiatives Artistiques du Mirail (CIAM)

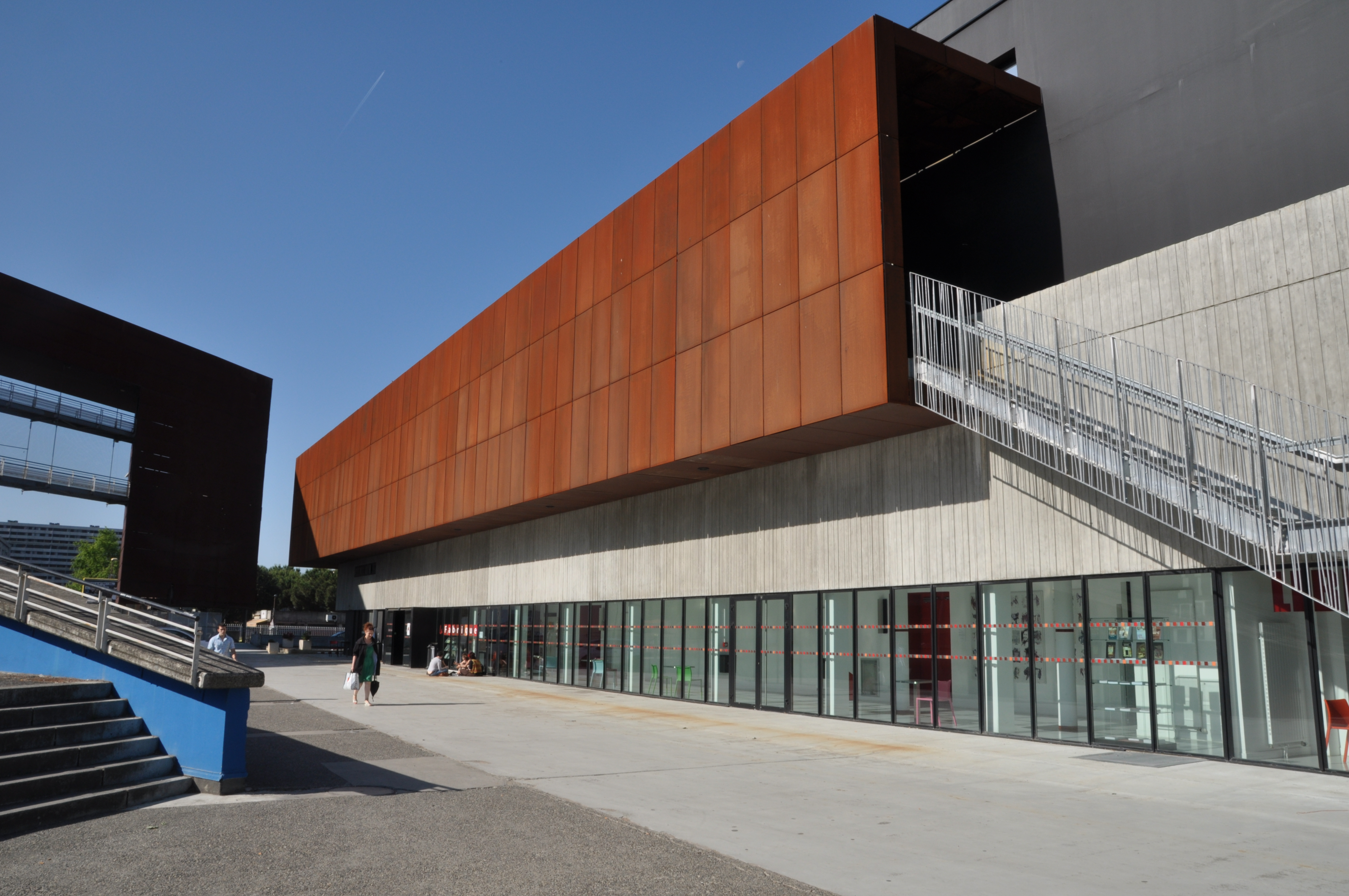
Bâtiment La Fabrique - CIAM - Université Toulouse - Jean Jaurès

Le centre d'initiatives artistiques du Mirail (CIAM) est le service Arts et Culture et le centre des Arts contemporains de l'Université Toulouse - Jean Jaurès. Il propose différentes actions artistiques et culturelles au sein de son bâtiment, La Fabrique. Plusieurs domaines sont concernés : l'art contemporain, le cinéma, le cirque, la danse, la poésie, la musique et le théâtre. Le CIAM organise près de 200 manifestations gratuites par an et collabore régulièrement avec plusieurs institutions artistiques de l'agglomération toulousaine comme le musée des Abattoirs, le Printemps de Septembre, la Cave Poésie ou encore la Cinémathèque de Toulouse.
La Fabrique est située à l'entrée principale de l'Université de Toulouse - Jean Jaurès. Ce bâtiment propose différents espaces voués aux répétitions, à la création et à la diffusion artistiques. Il comporte entre autres une salle de diffusion de 170 places, trois espaces d'exposition, une librairie et des locaux dédiés (salle de chorale, ateliers de musique, danse, théâtre, arts plastiques et arts appliqués, régie expositions) .
En 2014, le CIAM accueille l'exposition "Corpulence" de l'artiste Kamil Guenatri, étudiant en philosophie à l'université du Mirail. En 2017, La Fabrique présente des œuvres de l'artiste Georges Ayats au sein de l'exposition "Pourquoi pas rouge ?". En décembre 2022, le public assiste à un concert d'orchestre à cordes composé d'étudiants de l'unité musique de l'isdaT (institut supérieur des arts et du design de Toulouse).

## Les équipes de recherche
Plusieurs laboratoires de recherche sont également présents dans l'université.

### Unités mixtes de recherche
- Centre d'études et de recherche « Travail, organisation, pouvoir » (CERTOP, université Toulouse II et Centre national de la recherche scientifique)
- Cognition, langues, langage, ergonomie (CLLE) (université Toulouse II, École pratique des hautes études, université Bordeaux III et Centre national de la recherche scientifique)
- Éducation, formation, travail et savoirs (EFTS, universités Toulouse II et III)
- France méridionale et Espagne (FRAMESPA, université Toulouse II, Centre national de la recherche scientifique)
- Géographie de l'environnement (GEODE, université Toulouse II et Centre national de la recherche scientifique)
- Institut de mathématiques de Toulouse (IMT, université Toulouse I, II et III, Institut national des sciences appliquées de Toulouse et Centre national de la recherche scientifique)
- Institut de recherche en informatique de Toulouse (IRIT, université ToulouseI, II et III, Institut national polytechnique de Toulouse et Centre national de la recherche scientifique)
- Laboratoire interdisciplinaire « Solidarités, sociétés, territoires » (LISST, université Toulouse II, école des hautes études en sciences sociales et Centre national de la recherche scientifique)
- Travaux et recherches archéologiques sur les cultures, les espaces et les sociétés (TRACES, université Toulouse II, Centre national de la recherche scientifique, Institut écologie et environnement, ministère de la Culture et de la Communication)
- Dynamiques rurales (université Toulouse II, Institut national polytechnique de Toulouse, École nationale supérieure agronomique de Toulouse, ministère de l'Agriculture et de la Pêche et École nationale supérieure de formation de l’enseignement agricole)

### Équipes d'accueil
- Cultures anglo-saxonnes (CAS)
- Centre de recherche et d'études germaniques (CREG, université Toulouse II et université Montpellier III)
- Équipe de recherche sur les rationalités philosophiques et les savoirs (ERRAPHIS)
- Il Laboratorio
- Institut de recherche inter-site études culturelles (IRIEC, université Toulouse II et université Montpellier III)
- Laboratoire de recherche en audiovisuel (LARA), rattaché à l'École nationale supérieure de l'audiovisuel
- Laboratoire cliniques pathologiques et interculturelle (LCPI)
- Lettres, langages et arts (LLA CREATIS)
- Unité de recherche interdisciplinaire OCTOGONE
- Patrimoine, littérature, histoire (PLH)
- Psychologie du développement et processus de socialisation (PDPS)

### École supérieure du professorat et de l'éducation - recherche
- Groupe de recherches en interactions didactiques pour la formation des enseignants (GRIDIFE)
- Plateforme recherche formation, hypermédias et apprentissages (PReF)

### Structures fédératives de recherche
- Maison des sciences de l'homme et de la société de Toulouse (MSHS-T, université Toulouse I et II), affiliée au Réseau national des MSH
- Institut de recherche pluridisciplinaire en arts, lettres et langues (IRPALL)
- Institut fédératif d'études et de recherches interdisciplinaires santé société (IFERISS)

## Vie étudiante

### Associations étudiantes
L'université Toulouse-Jean-Jaurès accueille de nombreuses associations. Elle héberge cinq foyers de vie étudiante gérés par des associations d'étudiants elles-mêmes. 

### Mouvements sociaux
Depuis la création de l'université après 1968, des mouvements sociaux d'étudiants ont fréquemment marqué l'histoire du campus. Ils ont souvent montré leur mécontentement par rapport aux réformes liées au système universitaire ou à l'emploi. La durée des mobilisations, qui peuvent se traduire par des blocages, sont variables mais peuvent parfois durer plusieurs mois. Parmi les mouvements récents ayant provoqué des blocages :
En 2006, contre la loi sur le contrat première embauche, l'université a été bloquée pendant neuf semaines, soit la plus longue durée de blocage du mouvement. 
En 2009, en réaction à la loi relative aux libertés et responsabilités des universités, l'université est bloquée pendant quatre mois (de février à juin), ce qui cause le report en septembre de la deuxième section des examens. 
De mars à mai 2018, dans le contexte de l'opposition à la plateforme Parcoursup, une partie des étudiants bloquent l'université et empêchent la tenue des cours. La police, envoyée à la demande du tribunal administratif, déloge de force les occupants qui en deux mois ont causé des dommages estimés à plus de 400 000 euros. La direction de l'université demande dans des courriels internes à pénaliser des personnels engagés dans le mouvement de grève. Pour Mediapart, l'existence d'une « liste noire pose la question du fichage politique et celle de la mainmise technologique exercée sur les personnels de la fac ».

En mars 2023, dans le cadre de la lutte contre la réforme des retraites, un groupe d’étudiants (entre quinze et trente) lancent l'occupation du bâtiment du Gai Savoir de la faculté de Mirail sous la dénomination de Zone Autogérée du Mirail (ZAM). Aux autres revendications s'ajoutent la demande du 10 améliorable consistant à ce qu'aucun étudiant ne reçoive de note en dessous de 10 pour le semestre. L'occupation termine le 2 mai. La direction de la faculté a dénoncé des « comportements inacceptables » notamment le « déclenchement des alarmes incendies pour évacuer les bâtiments », le « pillage d’un point de restauration du Crous » ou encore « l’intrusion de force dans le bâtiment de la Présidence ». À la fin du blocus, le coût total des dégradations est estimé à environ 700 000 euros. 

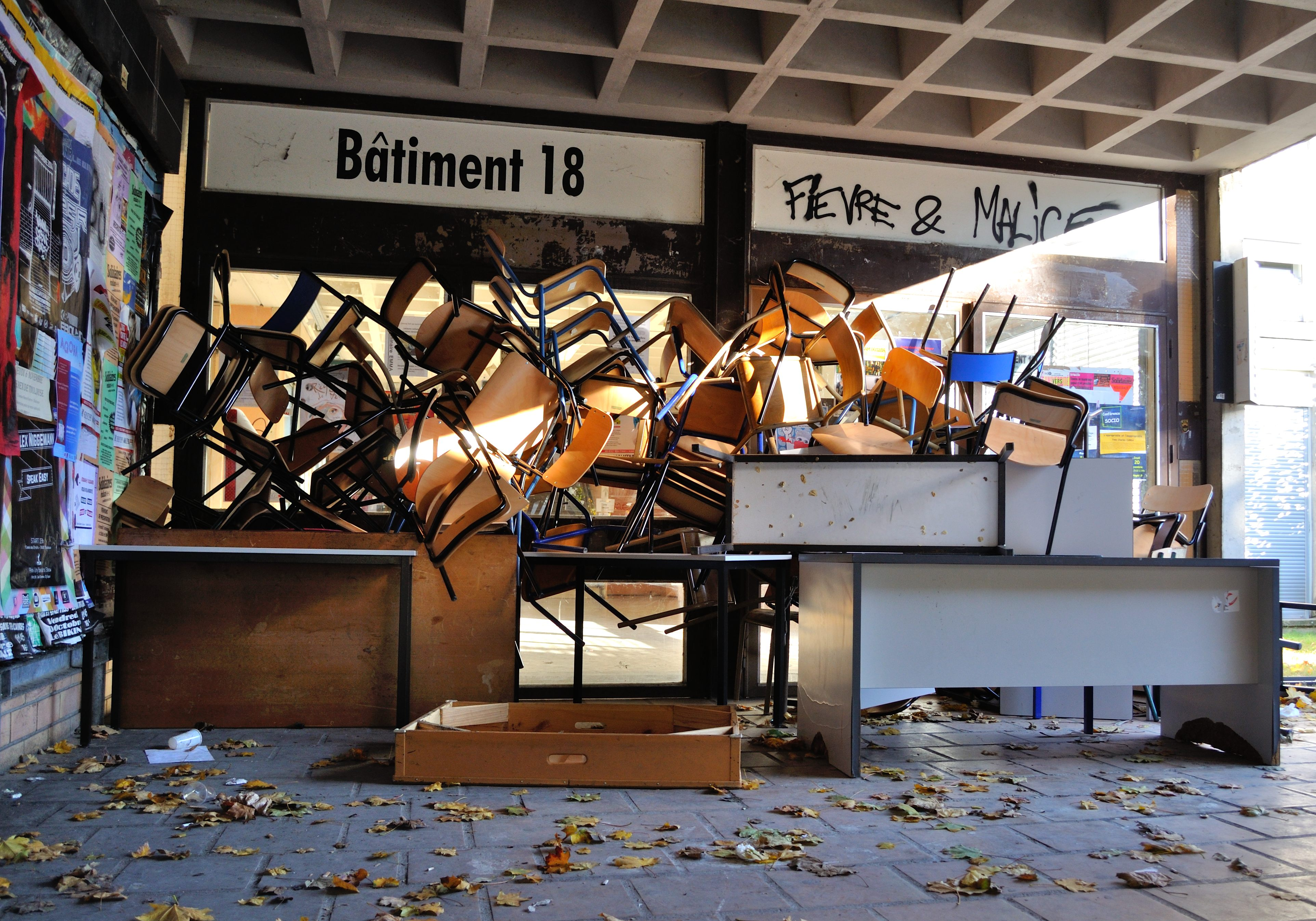
Blocus de novembre 2014.
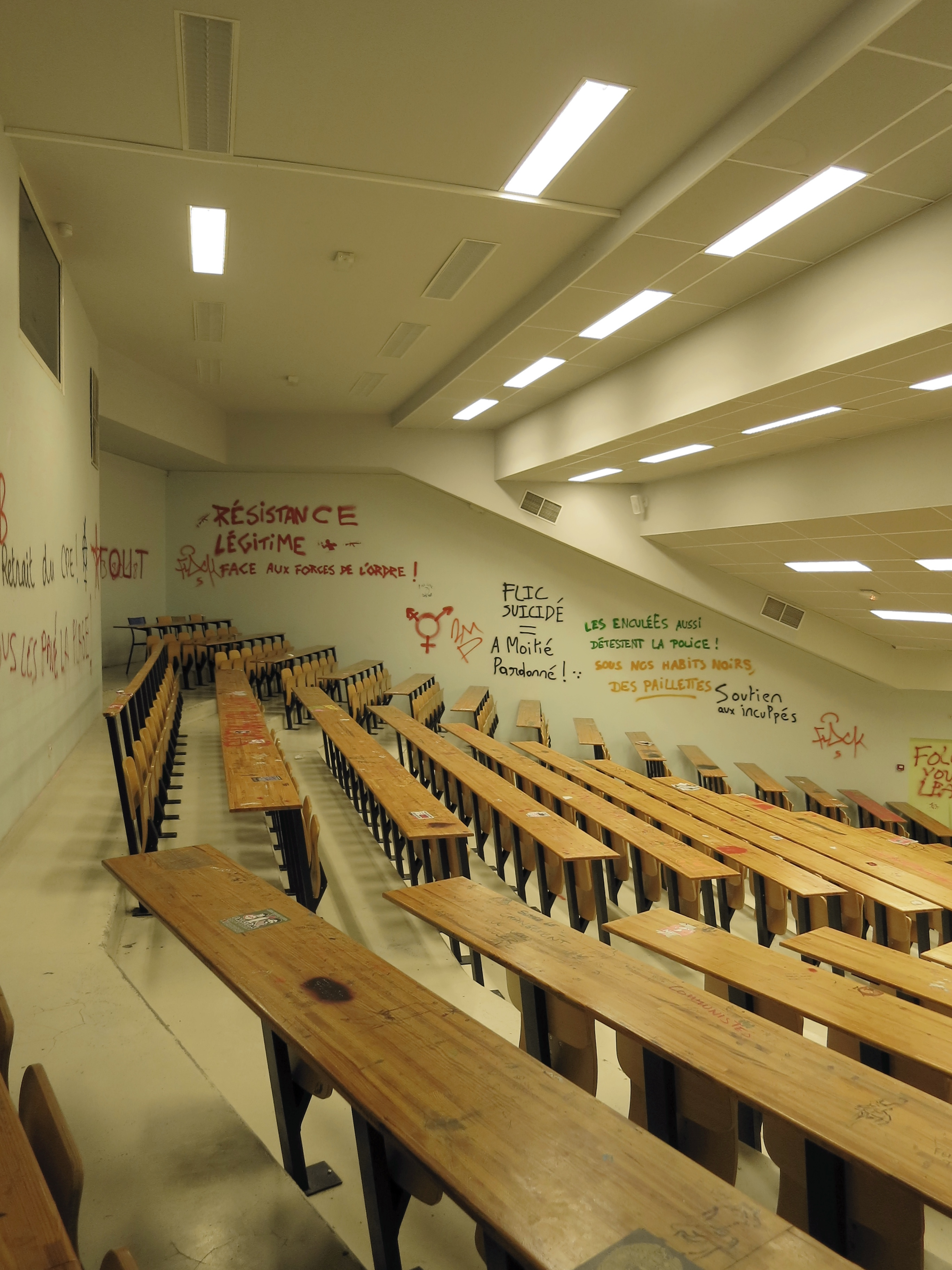
Blocus de novembre 2014.
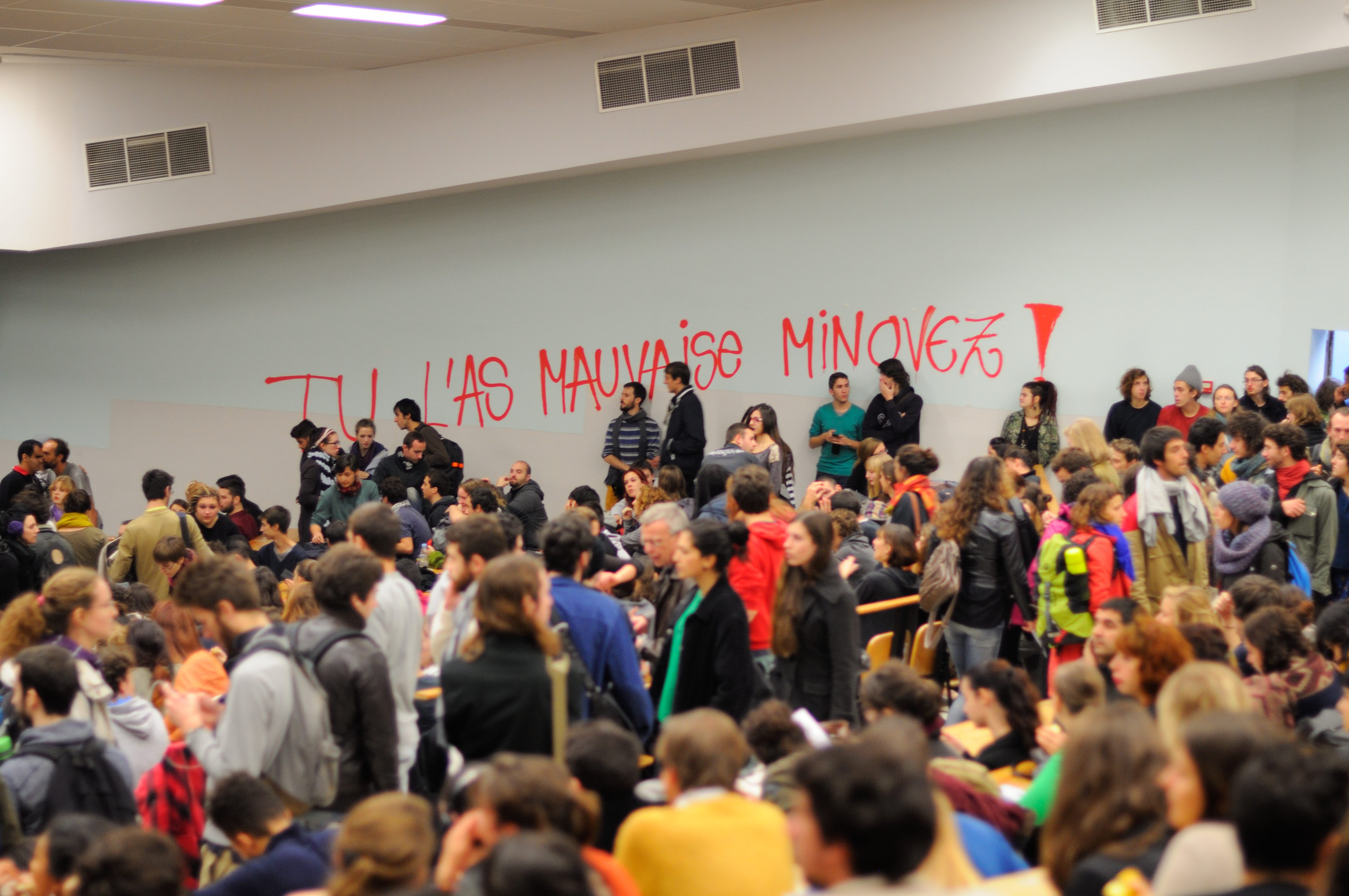
Blocus de novembre 2014.
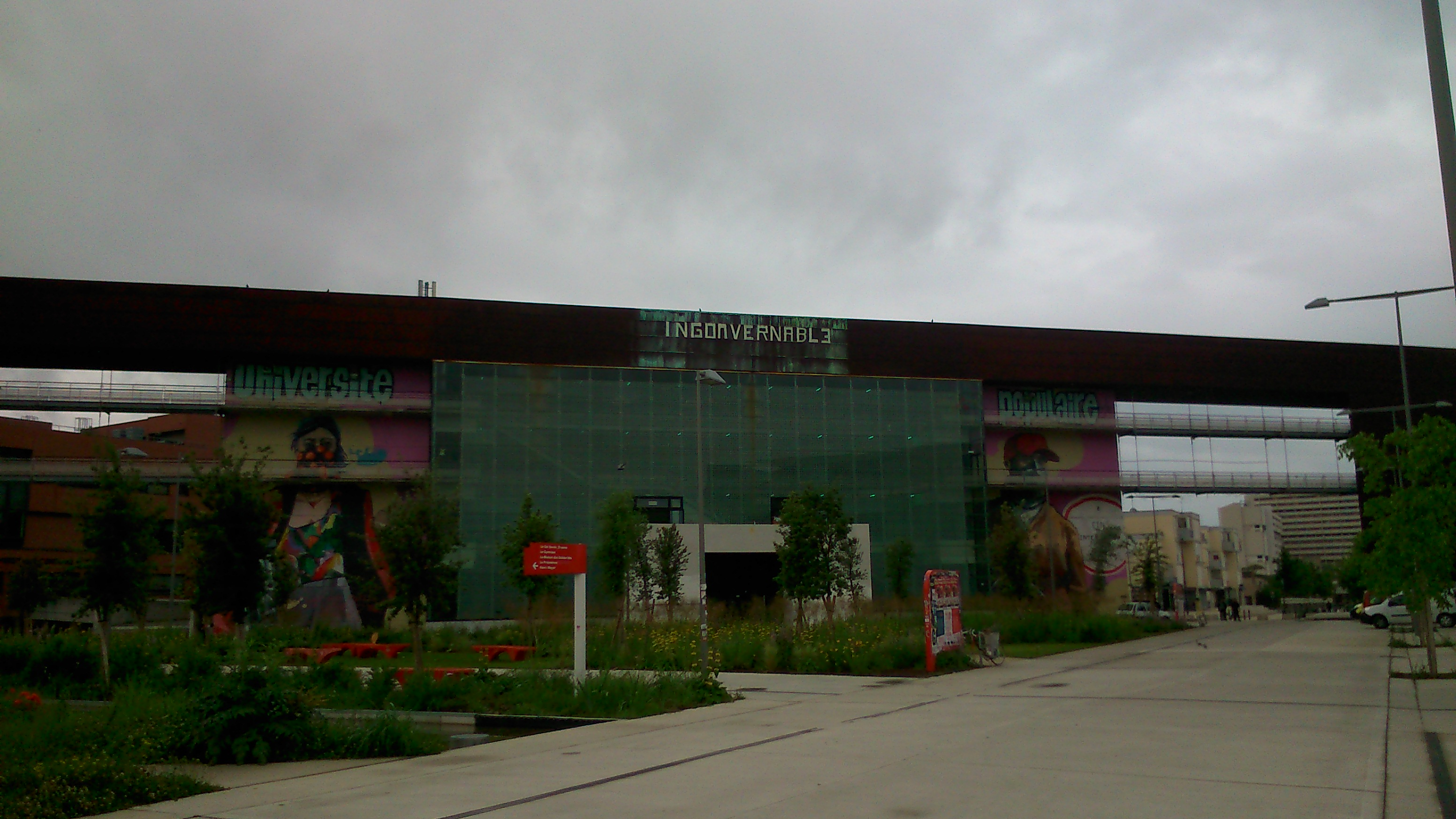
Blocus de 2018.
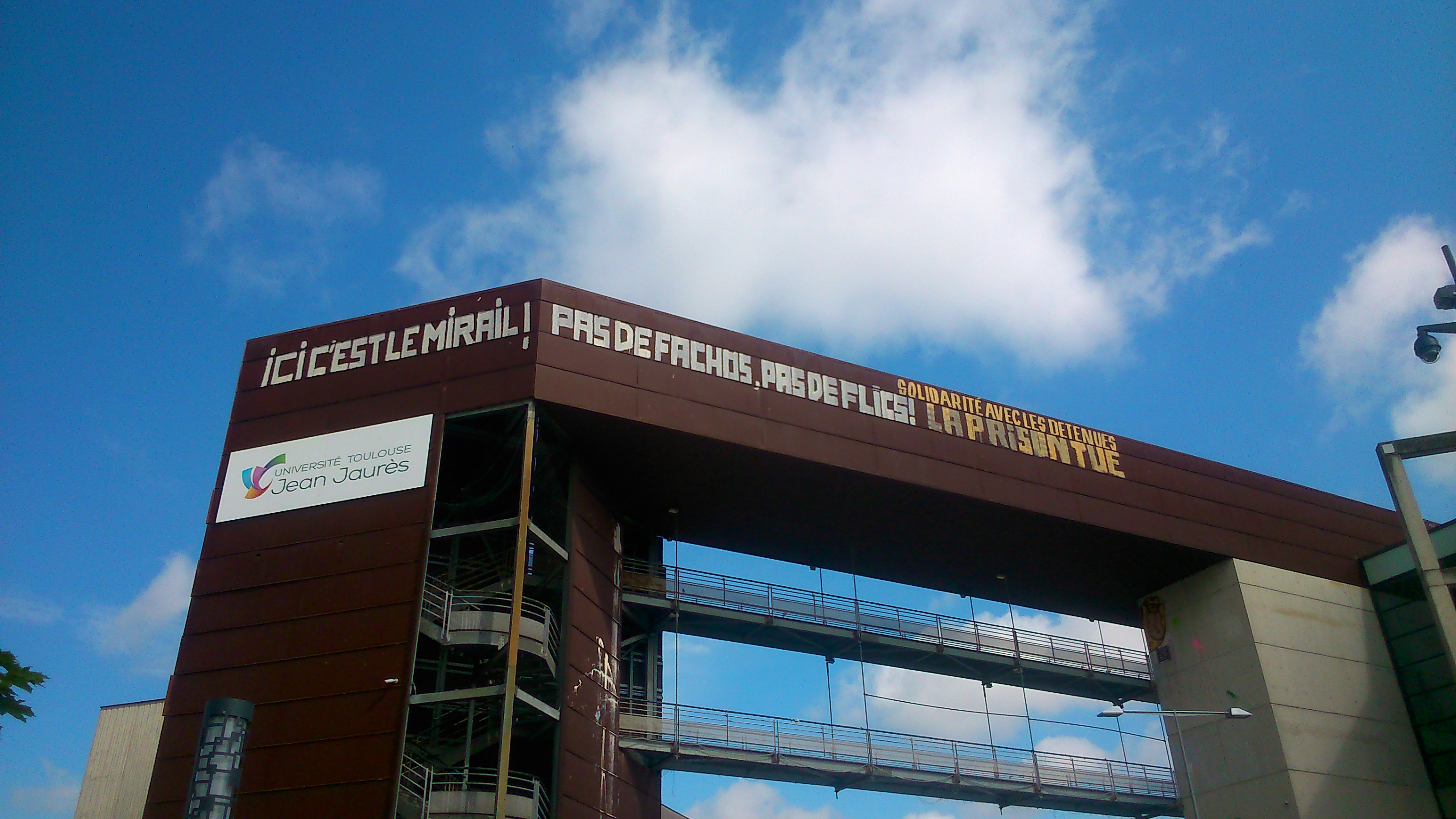
Blocus de 2018.

### Évolution démographique
Évolution démographique de la population universitaire
| 2000   | 2001   | 2002   | 2003   | 2004   | 2005   | 2006   | 2007   |
| ------ | ------ | ------ | ------ | ------ | ------ | ------ | ------ |
| 27 000 | 27 298 | 26 830 | 26 724 | 26 131 | 24 746 | 23 332 | 21 879 |

| 2008   | 2009   | 2010   | 2011   | 2012   | 2013   | 2014   | 2015   |
| ------ | ------ | ------ | ------ | ------ | ------ | ------ | ------ |
| 23 463 | 23 001 | 21 824 | 22 259 | 22 971 | 23 708 | 24 022 | 24 417 |

| 2016   | 2017   | 2018   | 2019   | - | - | - | - |
| ------ | ------ | ------ | ------ | - | - | - | - |
| 26 562 | 27 244 | 26 977 | 27 467 | - | - | - | - |

## Personnalités liées à l'université

### Enseignants
- Bartolomé Bennassar, professeur d'histoire
- Jean Michel Berthelot, professeur de sociologie
- Georges Bertrand, professeur de géographie
- Hourya Bentouhami, philosophe
- Pierre Bonnassie, professeur d'histoire médiévale
- Hélène Débax, professeure d'histoire médiévale
- Mathieu Guidère, professeur de civilisation arabe
- Michel Grossetti, directeur de recherche sociologue
- Raymond Ledrut, professeur de sociologie
- Georges Mailhos, professeur de littérature
- Philippe Malrieu, professeur de psychologie
- Robert Marconis, professeur de géographie
- Bernard Marris, professeur d'économie
- Jean Marc Olivier, professeur d'histoire
- Serge Pey, poète
- Jean Pierre Poulain, professeur de sociologie
- Xavier Ravier, professeur de linguistique
- Augusto Roa Bastos
- Bernadette Rogé, professeur de psychologie
- Jean Seguy, professeur de linguistique
- Henri Sztulman, professeur de psychologie
- Gilbert De Terssac, professeur de sociologie
- Rolande Trempé, professeur d'histoire
- Daniel Welzer-Lang, professeur de sociologie
- Philippe Wolff, professeur d'histoire
- Michel Zink, professeur d'histoire

### Étudiants
- Christian Authier, écrivain et journaliste.
- Jean-Pierre Bodis, docteur en histoire et historien du rugby
- Jean-Pierre Bouchard, psychologue (docteur en psychologie, spécialité psychopathologie, de l'Université de Toulouse 2) et criminologue.
- Mamadou Dindé Diallo, enseignant chercheur et historien guinéen.
- Hélène Jouan, journaliste.
- Loïc Lorent, écrivain.
- Georges Eddy Lucien , géographe, docteur en histoire, professeur haïtien.
- Bernard Stiegler, philosophe.
- Kader Arif, ministre délégué aux Anciens combattants.
- Marcelo Villena Alvarado, poète et essayiste.
- Jean-Pierre Garnier, sociologue.
- Agathe Auproux, journaliste et chroniqueuse.
- Jean Pinet, docteur en psychologie et en ergonomie, ingénieur, pilote de chasse, instructeur pilote de ligne, administrateur français et pilote d'essais Concorde (notamment le 1er octobre 1969, lorsque Concorde franchit Mach 1[65]).
- Manon Bril, historienne et vidéaste (chaîne « C'est une autre histoire »).
- Jean Castex, Premier ministre français.
- André Turcat (chef des pilotes d'essais du Concorde)
- Dany Caligula vidéaste et streameur

### Docteurshonoris causa
- Rafael Alberti, poète, Espagne
- Fernando Arrabal, romancier, poète et cinéaste, Espagne
- Carla Bley. pianiste, États-Unis
- Maurizio Bettini, philologue, anthropologue, Italie
- Felipe Gonzalez, président du gouvernement, Espagne
- Vaclav Havel, écrivain, président de la république Tchèque
- Miguel Leon-Portila, anthropologue et historien, Mexique
- Niyi Osundare, écrivain, Nigéria
- Milton Santos, géographe, Brésil
- Carlos Saura, cinéaste, Espagne